# (20137) 1996 PX8
1996 بي أكس 8 (ويعرف أيضًا باسم (20137) 1996 بي أكس 8 وفق تسمية الكوكب الصغير) (بالإنجليزية: 1996 PX8)‏ هو كويكب ضمن حزام الكويكبات؛ وترتيبه 20137 من حيث الاكتشاف.
اكتُشف هذا الجُرم الفلكي بواسطة إيريك والتر إلست في 8 أغسطس 1996.

## وصلات خارجية
- (20137) 1996 PX8 في قاعدة بيانات مختبر الدفع النفاث لأجرام النظام الشمسي الصغيرة

- الاكتشاف · مخطط المدار ·  العناصر المدارية · المعلمات المادية

- (20137) 1996 PX8 على موقع ويكي سكاي: DSS2, SDSS, GALEX, IRAS, Hydrogen α, X-Ray, Astrophoto, Sky Map, Articles and images